# Cyclopogon estradae
Cyclopogon estradae är en orkidéart som beskrevs av Dodson. Cyclopogon estradae ingår i släktet Cyclopogon, och familjen orkidéer. Inga underarter finns listade i Catalogue of Life.